# Cantó de Lió-II
El cantó de Lió-II era una divisió administrativa francesa del departament del Roine. Comptava amb part del municipi de Lió. Va desaparèixer el 2014.

## Municipis
- Comprèn el districte 1r de Lió.

| Data d'elecció                           | Identitat               | Partit        | Qualitat |
| ---------------------------------------- | ----------------------- | ------------- | -------- |
| 1945-1951                                | Édouard Herriot         | radical       |          |
| 1951-1953                                | André Lassagne          | RPF           |          |
| 1953-1976                                | Yvonne Ruby             | Divers droite |          |
| 1976-1982                                | Charles Béraudier       | Divers droite |          |
| 1982-1994                                | Marie-Françoise Frobert | RPR           |          |
| 1994-1996                                | Gabriel Caillet         | Divers droite |          |
| 1996-2014                                | Gilles Buna             | Verts         |          |
| les dades anteriors no són pas conegudes |                         |               |          |